# الکس جونز (بازیکن فوتبال، زاده ۱۹۹۴)
الکس جونز (انگلیسی: Alex Jones؛ زادهٔ ۲۸ سپتامبر ۱۹۹۴) بازیکن فوتبال در پست مهاجم اهل انگلستان است.

## باشگاهی
از باشگاه‌هایی که در آن بازی کرده‌است می‌توان به باشگاه فوتبال وست برومویچ آلبیون، باشگاه فوتبال بیرمنگام سیتی، باشگاه فوتبال گریمزبی تاون، و باشگاه فوتبال پورت ویل اشاره کرد.